# Municipio de Yanga
El municipio de Yanga es uno de los 212 municipios del estado mexicano de Veracruz. Su cabecera es la localidad de Yanga, el primer pueblo libre fundado y liberado por una comunidad de africanos esclavizados cimarrones, que escaparon de sus amos. Un príncipe africano llamado Yanga fue su fundador,  el 10 de agosto de 1609. 
Está ubicado en la zona centro del Estado de Veracruz, en las coordenadas 18°50’55” latitud norte y 96°48’22” de longitud oeste, al este de México, a una altitud de 520 metros sobre el nivel del mar.
Limita al este con Cuitláhuac, al noreste con Atoyac y al sureste con Omealca.
Su distancia aproximada a la cabecera municipal al sur de la capital del Estado, por carretera, es de 80 km, tiene una superficie de 102.82 km². Cifra que representa un 0.14 % total del Estado y el 0.0053 % del total del país.
Su clima es cálido-húmedo con una temperatura de promedio anual de 18, °C. Su precipitación pluvial media anual es de 1 200 mm

## Orografía
En su orografía, el municipio está situado en la zona central del estado sobres cerritos y barranquillas, hidrografía conformada por el río Atoyac, el río Seco y algunos arroyos del mismo.

## Toponimia
Este nombre fue puesto en honor al famoso paladín de la libertad El Yanga, vocablo que en una lengua africana significa "príncipe", negro esclavizado hijo del rey de la Tribu Yang-Bara, el que demostró gran valentía en la lucha por la libertad de los suyos en suelos mexicanos.

## Historia
La población se fundó el 10 de agosto de 1609, aceptada en 1618 por las autoridades españolas y reconocida oficialmente en 1630, siendo virrey de la Nueva España, Rodrigo Pacheco y Osorio, marqués de Cerralvo, quien otorgó el acta de fundación.
En un principio la población adoptó el nombre de San Lorenzo de los Negros y después fue cambiado a San Lorenzo Cerralvo, donde se asentaron los negros cimarrones encabezados por Yanga que significa rey o príncipe. El decreto de 5 de noviembre de 1932 estableció que el municipio y la cabecera se denominara como Yanga y el decreto de 22 de noviembre de 1956 lo elevó a la categoría de villa, al pueblo de Yanga.

## Ecosistemas
Existe una gran variedad de especies y su vegetación es de tipo Brosimum alicastrum y Protium copal.
La fauna se compone de varias especies de animales silvestres, entre ellos los conejos, ardillas, liebres, tuzas, tejón y víbora.
Sus principales recursos son la caña de azúcar y el café, su suelo es de tipo in-situ, entre café oscuro y negro, de textura arcillosa y su uso es de 80 % agrícola, 15 % vivienda y 5 % comercio.

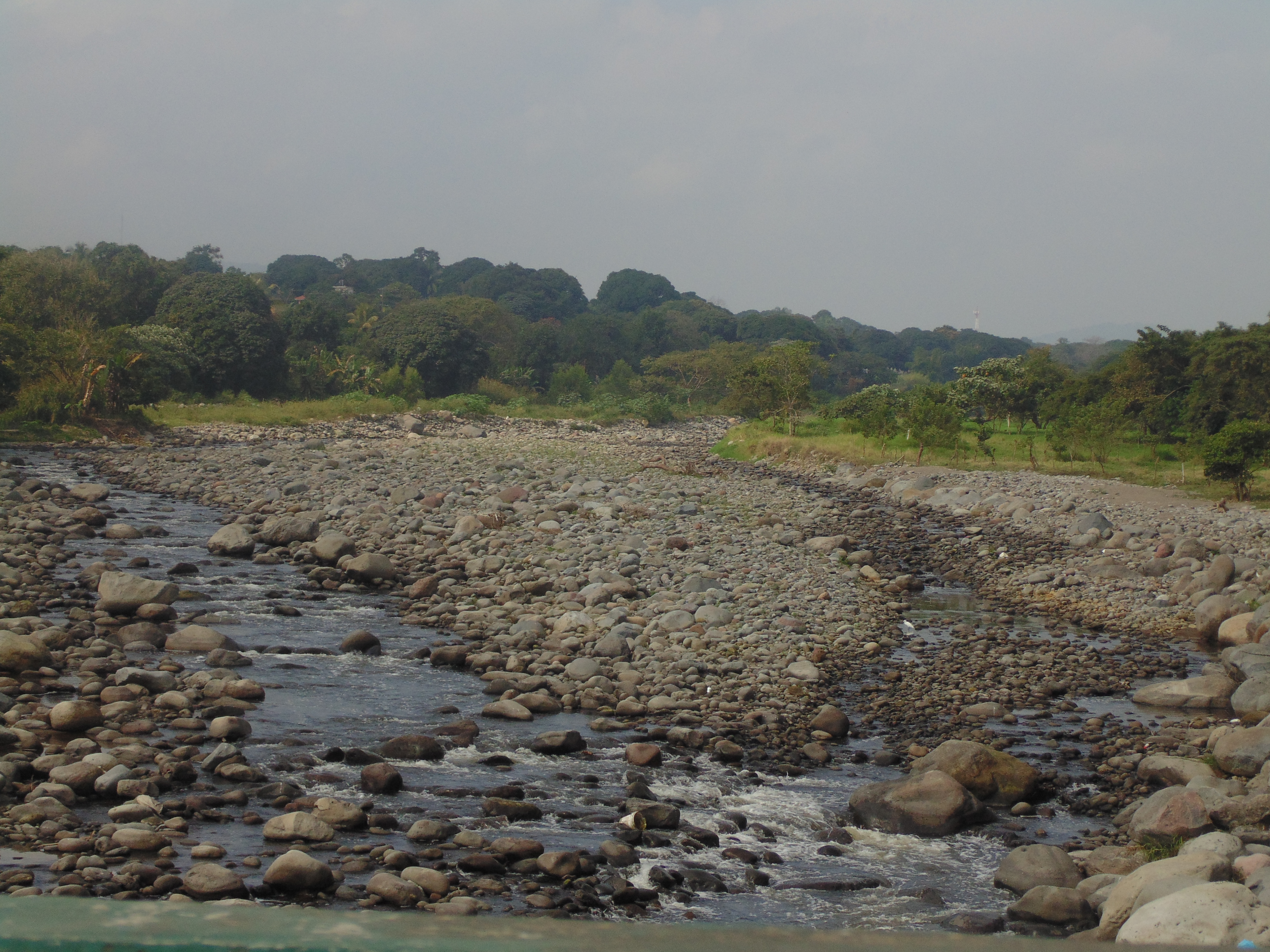
Vista desde el puente del río de Yanga, Veracruz.

## Sociodemografía
En el censo del 2000, la población del municipio era de 16 344 habitantes, 7563 hombres y 8781 mujeres.
y su natalidad, en 1997 era de 426 nacimientos y 113 muertes.
Los grupos étnicos y lenguas que lo conforman son el náhuatl, mazateco, mixteco, chinanteco y maya.
El 94 % de los habitantes del municipio son católicos, 3 % evangelistas o protestantes, 3 % Indefinidos.

## Infraestructura social y de comunicaciones
- Educación básica: 16 planteles de preescolar (?), 4 de primaria (Venustiano Carranza, Francisco I. Madero, Vicente Guerrero, Gral. Cándido Aguilar), 1 de secundaria (Escuela Secundaria Técnica Industrial #66) y 2 instituciones que brindan el bachillerato (COBAEV & CECYTEV).
- Servicios médicos proporcionado por unidades médicas: de la Secretaría de Salud y el IMSS.
- Abastecimiento: un mercado público, cuatro tiendas DICONSA y un rastro.
- Cuenta con cuatro canchas de juego para usos múltiples.
- Vivienda: Acorde al censo del 2000, el municipio tenía 3992 viviendas, con un promedio de ocupantes por vivienda de cuatro, la mayoría son propias y de tipo fija.
- Cuenta con todos los servicios públicos.[7]

### Medios de comunicación
El municipio recibe publicaciones periodísticas, al igual que 15 señales de radio AM y 13 de FM, y de televisión.
Posee telefonía por marcado automático en la cabecera y 12 localidades, así como telefonía celular; además 1 oficina postal, 1 de telégrafos y comunicación vía Internet, vías de comunicación conformada por 52,5 km  de carretera.

## Economía
Posee 10 280 hectáreas, de las que se siembran 5500,561 ha. Sus productos agrícolas son maíz, frijol, caña de azúcar, café y mango.
Tiene una superficie de 110 hectáreas para ganadería, cuenta con ganado bovino, porcino, ovino, equino, y granjas avícolas y apícolas.
Algunas micro industrias, de fundición primaria de hierro, fabricación de carrocerías y fabricación de refacciones y equipo automotriz, agrícola e industrial.
Un mercado municipal, y venta de materiales, veterinaria, y zapatería con un web café, un tianguis de ropa, el resto del comercio es de auto consumo, el comercio es mínimo y esto se debe a la cercanía con Córdoba y Cuitlahuac.
El sector primario es de agricultura, ganadería, caza y pesca, el secundario minería, extracción de petróleo y gas natural, industria manufacturera, electricidad, agua y construcción, sector terciario comercio, transporte y comunicaciones, servicios financieros, de administración pública y defensa, comunales y sociales, profesionales y técnicos, restaurantes, hoteles, personal de mantenimiento y otros.
Turismo en la plaza cívica de la cabecera municipal se encuentra un monumento en honor al negro Yanga, quien se rebeló contra la tiranía española de la época colonial, así como ruinas de pirámides de la cultura olmeca en el pueblo de palmillas de congregación del municipio de Yanga, cascos de ex-haciendas de la época de la esclavitud de negros en las congregaciones de La Concepción, Palmillas, Gral. Alatriste, San Miguel el Grande y San José del Corral.

## Carnaval de la negritud
El carnaval de Yanga se empezó a realizar en 1976, dejando a un lado la celebración de "la Candelaria", un grupo de Yanguenses de un Club llamado Yang Bara en celebración del Santo Patrón San Lorenzo, el día 10 de agosto.
Esta celebración es para conmemorar el nacimiento del primer pueblo libre de América, a esta festividad también se le llama Carnaval de la negritud, y tanto los carros alegóricos y como las comparsas tratan de emular la victoria de los cimarrones africanos contra los españoles, entre los festejos están la Verbena popular, baile popular de la coronación de la reina y rey feo, fuegos artificiales, desfile de disfraces y música estridente.
La celebración de carnaval dura una semana durante el mes de agosto, en el que primeramente se quema al mal humor, se presentan candidatos a reyes y reinas (reina, rey de la alegría, reyes infantiles y de la tercera edad). También se llevan a cabo esporádicos eventos culturales como presentación de grupos de música y danza folclórica de bailarines del estado de Veracruz.
El desfile del último día de las celebraciones de carnaval, siempre ocurre en domingo, y termina con un baile público donde toda la población está invitada a participar. En años recientes se han implementado más desfiles en el viernes y sábado previo al día de clausura.
En 1988 autoridades de la embajada de Costa de Marfil estuvieron presente, siendo Jeannot Zoro Bi ba el invitado especial, reforzando así la herencia negra e identidad cultural de la población.
En 1989 estuvieron presentes los embajadores de la República Democrática de Etiopía, y el embajador de la República Árabe Saharaui Democrática, así cada año se ha procurado que este presente algún embajador de origen africano, sin embargo, desde hace más de una década esto no ha ocurrido.

## Principales localidades
- Yanga con más de 5000 habitantes.[9]
- Palmillas con alrededor de 4000 habitantes
- Pequeña propiedad Palmillas, alrededor de 1500 habitantes.
- Lic. Adolfo López Mateos, 2500 habitantes.
- Las Mesillas alrededor de 1500 habitantes.
- Gral. Alatriste cerca de 2000 habitantes.
- Gral. Francisco Paz alrededor de 2000 habitantes.
- La Concepción con 2500 habitantes.
- Gral. Juan José Baz con 2000 habitantes.
- Loma de Guadalupe con 1500.
- La Laguna con 1000 habitantes.
- San Miguel con 2000 habitantes.

## Presidentes municipales
- Simon Bringas Martínez, 1952-1955
- Anastasio Pineda Pérez, 1955-1958[10]
- Camerino Rueda Meza, 1958-1961
- Miguel Martínez Guzmán, 1961-1964
- Joaquín Pérez Carrera, 1964-1967
- Ángel Gómez Ferrari, 1967-1970
- Pascual Leo Díaz Contreras, 1970-1973
- Ángel Gómez Ferrari, 1973-1976
- Filemón Ruiz Jara, 1976-1979
- Antonio Rojas Martínez, 1979-1982
- Juan Talavera Belmonte, 1982-1985
- Eduardo Gordillo Guzmán, 1985-1988
- Gonzalo Gordillo Enríquez, 1988-1991
- Eduardo Gordillo Guzmán, 1992-1994
- José Luis Abonce Ferrandón, 1995-1997
- Gregorio Romero Rincón, 1998-2000
- Sara María López Gómez, 2001-2004
- José Rogelio Gordillo Enríquez, 2005-2007[10]
- Eulogio Rodríguez Montesinos, 2008-2010[11]
- Pascual Alvarado, 2011-2013
- Gerson Morales Villanos, 2014-2017
- Apolinar Crivelli Díaz, 2018-2021
- Fernando Gordillo, 2022-Actual